# Жан III де Вандом
Жан III де Вандом прозванный Духовником (также Жан III де Прёйи; фр. Jean III de Preuilly, Comte de Vendôme, dit l’Ecclésiastique; ум. 1217 или 1218) — граф Вандома в 1209—1217 годах. Из дома Прёйи. Сын Бушара IV и его жены Агаты де Лаварден.

## Биография
Предназначался для духовной карьеры. Казначей кафедрального храма в Туре, пробст храма Святого Георгия в Вандоме. После смерти племянника, графа Вандома Жана II (не позднее 1208 года), отказался от церковных должностей и вступил в наследство.
Был женат на Марии де Шатильон, дочери Аликс де Дрё. Отцом Марии был Ги II, сеньор де Шатильон, или третий муж Аликс де Дрё. До этого она была замужем за графом Рено де Даммартеном (разведена) и Робертом де Вьёпоном, сеньором де Курвиль. Брак оказался бездетным.
Жан III умер в 1217 г. (по другим данным, в 1218 г.). Ему наследовал племянник — Жан IV, сын Агнес де Вандом и Пьера де Монтуара.